# 西浦心乃助
西浦 心乃助（にしうら しんのすけ、 2009年7月10日 - ）は、日本の俳優。 兵庫県出身。アミューズ所属。The Right Lightのメンバー。

## 来歴
2024年、 アミューズボーイズオーディション「NO MORE FILTER」 準グランプリ受賞。
2025年、AMUSE×MYOJO 新グループプロジェクト「The Right Light」のメンバーとして活動開始。

## 人物
特技、サッカー。スペインへの留学経験あり。

## 出演

### 映画
- ブラック・ショーマン （2025年9月12日公開予定、東宝）- 津久見直也 役

### テレビドラマ
- 聞けなかった あのこと（2025年3月27日、NHK Eテレ）
- 魔物 第2話・第5話（2025年4月25日・5月23日、テレビ朝日）
- 僕達はまだその星の校則を知らない 第3話（2025年7月28日、関西テレビ・フジテレビ）

### CM
- SFIDA「きっと輝く未来のために」編（2024年）[3]